# Euphorbia teixeirae
Euphorbia teixeirae es una especie fanerógama perteneciente a la familia de las euforbiáceas. Es endémica de Angola.

## Descripción
Es un árbol espinoso y suculento que alcanza un tamaño de ± 10 m de altura, con el tronco inicialmente angular, eventualmente cilíndrico, ramificado cerca de la base, o raramente simple, de ± 30 cm Ø, con un tronco simple o ramificado de ± 10 cm Ø;

## Ecología
Se encuentra en las laderas rocosas en la orilla de los ríos, en las colinas rocosas arboladas y en la base de enormes bloques de piedras.
Aún es raro en el cultivo al que no presenta grandes dificultades.
Está cercana a Euphorbia candelabrum.

## Taxonomía
Euphorbia teixeirae fue descrita por Leslie Charles Leach y publicado en Garcia de Orta, Série de Botânica 2: 37. 1974.
Etimología
Euphorbia: nombre genérico que deriva del médico griego del rey Juba II de Mauritania (52 a 50 a. C. - 23), Euphorbus, en su honor – o en alusión a su gran vientre –  ya que usaba médicamente Euphorbia resinifera. En 1753 Carlos Linneo asignó el nombre a todo el género.
teixeirae: epíteto otorgado en honor del botánico angoleño Joachim Martinho Brito Teixeira de la División de Botánica y Fitogeografía de Nueva Lisboa en Angola.